# Drama (예스의 음반)
| 전문가 평가                   | 전문가 평가  |
| 평가 점수                     | 평가 점수    |
| 출처                          | 점수         |
| ----------------------------- | ------------ |
| AllMusic                      | [ 2 ]        |
| Pitchfork                     | 7.0/10       |
| Rolling Stone                 | (favourable) |
| The Rolling Stone Album Guide | [ 5 ]        |

《Drama》는 1980년 8월 18일, 애틀랜틱 레코드에서 발매된 영국의 프로그레시브 록 밴드 예스의 열 번째 스튜디오 음반이다. 이 음반은 트레버 혼이 리드 보컬로 참여한 유일한 음반이며 제프 다운스가 키보드로 참여한 첫 음반이다. 이는 파리와 런던에서 새 음반을 녹음하려는 시도가 실패한 후 존 앤더슨과 릭 웨이크먼이 떠난 후에 일어났다. 인사이동 전에 이미 투어가 예약된 상태였기 때문에 《Drama》는 혼과 다운스와 함께 서둘러 녹화되었다. 이 음반은 밴드의 프로그레시브 시그니처와 혼과 다운스의 뉴 웨이브 감성을 결합하여 예스의 음악적 방향으로의 발전을 알렸다.
《Drama》는 대부분의 사람들이 밴드의 새로운 사운드를 환영하면서 대부분 긍정적인 평가를 받았다. 영국에서는 2위, 미국에서는 18위로 정점을 찍었지만, 1971년 이후 미국 음반 산업 협회의 골드 인증을 받지 못한 첫 번째 음반이 되었고, 《The Yes Album》 이후 10위권을 놓친 첫 번째 음반이 되었다. 〈Into the Lens〉는 이 음반의 유일한 싱글로 발매되었다. 예스는 1980년 북미와 영국 투어로 음반을 투어했고, 라인업 변경에 대해 영국 관객들로부터 부정적인 반응을 받았다. 혼은 프로듀서로서 예스와 협력했고, 다운스는 2011년 정식 멤버로 밴드에 합류했다. 《Drama》는 2004년에 미공개 보너스 트랙으로 리마스터링되었으며, 2016년에 처음으로 라이브로 공연되었다.

## 배경
1979년 6월, 존 앤더슨, 크리스 스콰이어, 스티브 하우, 릭 웨이크먼, 앨런 화이트의 예스 라인업이 《Tormato》를 지원하기 위해 1978년~1979년 투어를 마쳤다. 이 다섯 명은 1979년 11월, 새 음반 작업을 시작하기 위해 다시 모였다. 《Tormato》를 녹음하는 동안 그들이 직면한 다양한 문제들이 있은 후, 예스는 제작을 감독하기 위해 로이 토머스 베이커와 함께 파리에서 일하기로 결정했다. 앤더슨과 웨이크먼은 열정적으로 세션에 참여했고 이전보다 더 많은 자료를 함께 썼지만, 나머지 밴드는 곡들이 너무 가볍고 포크 지향적이라고 느꼈고 더 공격적이고 직접적인 편곡을 쓰기 시작했다. 앤더슨이 "서로에 대한 존경심의 상실"로 묘사한 증가하는 내부적 차이는 스콰이어, 하우, 화이트, 베이커가 늦게 회의에 참석하는 것으로 이어졌고, 이는 앤더슨과 웨이크먼을 낙담시켰으며, 후자는 때때로 리허설을 위해 호텔 방을 떠나는 것을 거부했다. 반대로 하우는 웨이크먼이 싫증이 나던 노래를 찍는 동안 화이트의 드럼 키트에 땅콩을 자주 던졌는데, 이는 다른 멤버들의 헤드폰을 통해 매우 시끄럽고 산만할 뿐만 아니라 청소하는 데 상당한 노력이 필요했다고 회상한다.

## 커버 아트
이 음반의 소매는 1974년 《Relayer》 이후 예스 음반을 위한 그의 첫 번째 디자인인 로저 딘에 의해 디자인되었다. 딘이 프로젝트 작업을 의뢰받았을 때, 그는 작업하기 전에 음반의 제목을 알고 있었고 그것을 완성하기 위해 "직관적인 접근"을 채택했다. 그의 이전 작품은 환상과 신비주의로 유명했지만, 이번에는 "오늘날 세상에서 볼 수 없는 것들, 아마도 그것들이 약간 흔들리고 있을지도 모르지만, 그것은 어느 정도 환상적이지 않다"고 의식적으로 노력했다. 그는 "빛이 풍경을 가로질러 연주하기 때문에 튀어나와 매우 삭막하고 밝은 부분이 있었고, 어두운 회색 위에 매우 어두운 검은색의 다른 부분이 있었다"고 폭풍으로 장식된 하늘을 묘사하는 데 특별한 관심을 보였다. 딘은 최종 커버에 다양한 요소를 통합하고 "올리고, 그들은 훈련과 행운이 함께 작용했다고 생각한다"고 요약했다. 2013년, 딘은 자신의 디자인에 대해 애정을 담아 자신이 가장 좋아하는 그림 중 하나로 평가했다.

## 곡 목록
모든 곡들은 제프 다운스, 트레버 혼, 스티브 하우, 크리스 스콰이어 그리고 앨런 화이트에 의해 작사/작곡하였다.
| #  | 제목                       | 재생 시간 |
| -- | -------------------------- | --------- |
| 1. | 〈Machine Messiah〉        | 10:18     |
| 2. | 〈White Car〉              | 1:18      |
| 3. | 〈Does It Really Happen?〉 | 6:27      |

| #  | 제목                      | 재생 시간 |
| -- | ------------------------- | --------- |
| 1. | 〈Into the Lens〉         | 8:31      |
| 2. | 〈Run Through the Light〉 | 4:41      |
| 3. | 〈Tempus Fugit〉          | 5:12      |

## 인증
| 국가                       | 인증 | 판매량/출하량 |
| -------------------------- | ---- | ------------- |
| 영국 (BPI)                 | 실버 | 60,000^       |
| ^출하량을 기반으로 한 인증 |      |               |